# Eric Reissner
Eric Max Reissner (Aachen, 5 de janeiro de 1913 — San Diego, 1 de novembro de 1996) foi um matemático e engenheiro alemão, naturalizado estadunidense.
Filho de Hans Reissner‎ e Josefine Reichenberger Reissner. Seu pai, que na época de seu nascimento era professor na Universidade Técnica de Aachen, no mesmo ano do nascimento de Eric mudou-se para Berlim, onde permaneceu trabalhando como professor até 1936.
Eric Reissner ingressou na Universidade Técnica de Berlim em 1931, no curso de matemática aplicada, tendo sido aluno de seu pai, publicando seus dois primeiros artigos em 1934 e 1935, obtendo logo em seguida um doutorado.
Mudou-se em seguida para os Estados Unidos, devido à insegurança reinante na Alemanha após a ascensão ao poder dos nazistas.
Foi pesquisador assistente em aeronáutica no Instituto Tecnológico de Massachusetts (MIT), de 1937 a 1939, seguindo-se depois promoções para professor assistente (1942), professor associado (1946) e finalmente professor pleno (1949).
Foi agraciado com a Medalha Theodore von Karman, em 1964, e com a Medalha Timoshenko, em 1973.

## Modelo de placas de Reissner
Em uma série de três artigos, publicados em 1944, 1945 e 1947, desenvolveu um modelo de placas incluindo os efeitos das deformações cisalhantes transversais, não consideradas no modelo clássico de placas de Kirchhoff.

## Obras
Livros
- William Ted Martin e Eric Reissner. Elementary differential equations. Addison-Wesley Publishing Company, 1956; 1961.
- Eric Reissner. Selected Works in Applied Mechanics and Mathematics. 1996.

Artigos selecionados
- E. Reissner, “The Effect of Transverse Shear Deformation on the Bending of Elastic Plates,” ASME Journal of Applied Mechanics, Vol. 12, 1945, pp. A68–A77
- Reissner, Eric. "On bending of elastic plates." Quarterly of Applied Mathematics 5.1 (1947): 55–68.
- Reissner, Eric. "On a variational theorem in elasticity." Studies in Applied Mathematics 29.1–4 (1950): 90–95.
- Lin C. C., Reissner E., Tsien H. S. ″On two-dimensional non steady motion of a slender body in a compressible fluid″ // J. Math. and Phus. 1948. V. 27, No 3